# Suzanne Flon
Suzanne Flon (ur. 28 stycznia 1918 zm. 15 czerwca 2005) – francuska aktorka filmowa.

## Filmografia
- 1947: Capitaine Blomet
- 1952: Moulin Rouge jako Myriamme Hayam
- 1955: Pan Arkadin (Dossier secret) jako Baronowa Nagel
- 1961: Nie zabijaj (Tu ne tueras point) jako Pani Cordier
- 1963: Zamek w Szwecji (Château en Suède) jako Agathe
- 1964: Pociąg (Le Train) jako pani Villard
- 1973: Le Silencieux jako Jeanne
- 1989: Rusałka (La Vouivre) jako Louise Muselier
- 2003: Kwiaty zła (La Fleur du mal) jako Ciotka Line
- 2005: Boże Narodzenie (Joyeux Noël) jako Dziedziczka

## Nagrody
Została uhonorowana Pucharem  Volpiego dla najlepszej aktorki na 22. MFF w Wenecji oraz dwukrotnie nagrodą Cezara.